# Земо Карзмані
Земо Карзмані (груз. ზემო ქარზმანი) — село в Грузії.
За даними перепису населення 2014 року в селі проживає 88 осіб.